# Carl Falbe-Hansen
Carl Falbe-Hansen (10. december 1896 i København – 27. marts 1969 smst) var en dansk kunstmaler, hvis motiver var socialrealistiske, ofte malet i et område omkring Kapelvej på Nørrebro i København.
Falbe-Hansen var uddannet som håndværkersvend i malerfaget, og som kunstner var han autodidakt.
C. Falbe Hansen var hans signatur. 
Falbe-Hansen var i 1935 medstifter af kunstnersammenslutningen Kammeraterne.

## Ekstern henvisning
- Kunstindeks Danmark